# Ralf von den Hoff
Ralf von den Hoff (* 14. November 1963 in Duisburg) ist ein deutscher Klassischer Archäologe.
Ralf von den Hoff legte 1982 sein Abitur am Landfermann-Gymnasium in Duisburg ab. 1983 begann er mit einem Studium der Klassischen Archäologie, Alten Geschichte sowie Vor- und Frühgeschichte an der Universität Bonn und zeitweise an der Universität München. 1992 wurde er in Bonn mit der Dissertation Philosophenporträts des Früh- und Hochhellenismus bei Nikolaus Himmelmann promoviert. 1992/93 war von den Hoff als Inhaber des Reisestipendiums des Deutschen Archäologischen Instituts im Mittelmeerraum unterwegs. Nach seiner Rückkehr nach Deutschland wurde er 1994 Wissenschaftlicher Assistent am Archäologischen Institut der Universität München. 1999/2000 war er mit Hilfe des Feodor-Lynen-Programmes der Alexander-von-Humboldt-Stiftung als Visiting Assistant Professor am Department of Classics der Johns Hopkins University in Baltimore. Die Habilitation erfolgte 2001 in München mit der Arbeit Der Heros und die Polis. Wandlungen des Theseusbildes im Athen des 6. und 5. Jhs. v. Chr., anschließend wurde von den Hoff Oberassistent und Privatdozent in München. Seit 2004 war er als Redaktor des von der Bayerischen Akademie der Wissenschaften betreuten Corpus Vasorum Antiquorum Deutschland tätig. 2006 wurde von den Hoff auf die W3-Professur für Klassische Archäologie am Archäologischen Institut der Universität Freiburg berufen und ist seit 2012 Sprecher des Sonderforschungsbereichs 948 Helden, Heroisierungen, Heroismen der Deutschen Forschungsgemeinschaft.
Von den Hoff beschäftigt sich vorrangig mit der griechischen Plastik und den antiken Porträts, der Ikonologie und der visuellen Kultur der Antike sowie dem Stadtraum und Stadtraumgestaltung in den Städten des Hellenismus. Er forscht zum Gymnasion von Pergamon, zur Urbanistik und Kulturgeschichte von Aizanoi, wo er von 2007 bis 2010  Grabungen durchführte, und arbeitet an einem Katalog der antiken Skulpturen im Jagdschloss Fasanerie bei Fulda. Er ist Mitherausgeber des Göttinger Forums für Altertumswissenschaft. Seit Oktober 2022 ist von den Hoff Direktoriumssprecher des Freiburg Institute for Advanced Studies (FRIAS).

## Schriften
- Philosophenporträts des Früh- und Hochhellenismus. Biering und Brinkmann, München 1994, ISBN 3-930609-01-0.
- mit Stefan Schmidt (Herausgeber): Konstruktionen von Wirklichkeit. Bilder im Griechenland des 5. und 4. Jahrhunderts v. Chr. Steiner, Stuttgart 2001, ISBN 3-515-07859-2.
- mit Martin Flashar und Bettina Kreuzer: Theseus. Der Held der Athener. Biering und Brinkmann, München 2004, ISBN 3-930609-39-8 (= Schriften der Archäologischen Sammlung Freiburg, Bd. 7).
- mit Andreas Dobler (Herausgeber): Antike! Glanzpunkte der Sammlung griechischer und römischer Kunst aus dem Hause Hessen. Imhof/Hessische Hausstiftung, Petersberg/Eichenzell 2005, ISBN 3-86568-057-7, ISBN 978-3-9807134-2-9 und ISBN 3-9807134-2-3.
- Theseus, der Klitias-Krater und Athen im 6. Jh. v. Chr. Universität Konstanz, Kulturwissenschaftliches Forschungskolleg, Konstanz 2005 (= Diskussionsbeiträge / Kulturwissenschaftliches Forschungskolleg, SFB 485 Norm und Symbol. Die Kulturelle Dimension Sozialer und Politischer Integration, Universität Konstanz, Nr. 59) (Digitalisat).
- mit Wilfried Stroh, Martin Zimmermann: Divus Augustus. Der erste römische Kaiser und seine Welt. C. H. Beck, München 2014, ISBN 978-3-406-66052-8.
- Einführung in die Klassische Archäologie. C. H. Beck, München 2019, ISBN 978-3-406-72728-3.
- Handlungsporträt und Herrscherbild. Die Heroisierung der Tat in Bildnissen Alexanders des Großen (= Figurationen des Heroischen. Band 6). Wallstein-Verlag, Göttingen 2020, ISBN 978-3-8353-3506-6.
- mit Gorch Pieken (Hrsg.): Prinzip Held. Von Heroisierung und Heroismen. Wallstein Verlag, Göttingen 2024, ISBN 978-3-8353-5581-1.